# Liguilla Pre-Libertadores de América
La Liguilla Pre-Libertadores de América est un ancien tournoi de football disputé par les meilleures équipes du championnat d'Uruguay à l'issue de chaque saison. 
Le tournoi est créé lors de la saison 1974, alors que le championnat d'Uruguay obtient un deuxième ticket pour les compétitions continentales, afin de distribuer parmi les meilleurs clubs uruguayens les qualifications pour les compétitions de la Confédération sud-américaine de football, et notamment la Copa Libertadores. 
La Liguilla n'est plus disputée depuis la saison 2008-2009 et a été remplacée par un classement agrégé des deux championnats de la saison régulière.

## Palmarès
| Année | Vainqueur            |
| ----- | -------------------- |
| 1974  | Peñarol              |
| 1975  | Peñarol              |
| 1976  | Defensor             |
| 1977  | Peñarol              |
| 1978  | Peñarol              |
| 1979  | Defensor             |
| 1980  | Peñarol              |
| 1981  | Defensor             |
| 1982  | Nacional             |
| 1983  | Danubio              |
| 1984  | Peñarol              |
| 1985  | Peñarol              |
| 1986  | Peñarol              |
| 1987  | Montevideo Wanderers |
| 1988  | Peñarol              |
| 1989  | Defensor Sporting    |
| 1990  | Nacional             |
| 1991  | Defensor Sporting    |

| Année     | Vainqueur            |
| --------- | -------------------- |
| 1992      | Nacional             |
| 1993      | Nacional             |
| 1994      | Peñarol              |
| 1995      | Defensor Sporting    |
| 1996      | Nacional             |
| 1997      | Peñarol              |
| 1998      | Bella Vista          |
| 1999      | Nacional             |
| 2000      | Defensor Sporting    |
| 2001      | Montevideo Wanderers |
| 2002      | Fénix                |
| 2003      | Fénix                |
| 2004      | Peñarol              |
| 2005-2006 | Defensor Sporting    |
| 2006-2007 | Nacional             |
| 2007-2008 | Nacional             |
| 2008-2009 | Cerro                |